# Mitzi Kremer
Pour les articles homonymes, voir Kremer.
Mitzi Patricia Kremer, née le 18 mars 1968, est une nageuse américaine spécialiste de la nage libre. Elle est médaillée de bronze en relais aux Jeux de  1988.

## Biographie
Elle fait ses études à l'université de Clemson où elle remporte plusieurs titres universitaires.

## Carrière
En 1987, elle devient championne universitaire du 100 m nage libre. Représentant les États-Unis aux Jeux de 1988, Mitzi Kremer participe à deux courses en individuel et une en relais. Elle termine 12e du 100 m nage libre puis 6e du 200 m nage libre avant d'obtenir le bronze sur le 4 x 100 m nage libre avec Mary Wayte, Laura Walker et Dara Torres.
L'année suivante aux Championnats pan-pacifiques, elle remporte l'or sur le 200 m nage libre.
Après avoir mis fin à sa carrière, elle devient entraîneuse.

## Palmarès
| Date | Compétition                 | Lieu     | Place | Course               |
| ---- | --------------------------- | -------- | ----- | -------------------- |
| 1987 | Championnats pan-pacifiques | Brisbane | 1re   | 200 m nage libre     |
| 1987 | Championnats pan-pacifiques | Brisbane | 1re   | 4 x 200 m nage libre |
| 1988 | Jeux olympiques             | Séoul    | 3e    | 4 x 100 m nage libre |
| 1989 | Championnats pan-pacifiques | Tokyo    | 1re   | 4 x 200 m nage libre |
| 1989 | Championnats pan-pacifiques | Tokyo    | 2e    | 200 m nage libre     |